# Donna Weinbrecht
Donna Weinbrecht (Hoboken, 23 april 1965) is een voormalig freestyleskiester uit de Verenigde Staten. Ze vertegenwoordigde haar vaderland op de Olympische Winterspelen 1992 in Albertville, de Olympische Winterspelen 1994 in Lillehammer en de Olympische Winterspelen 1998 in Nagano.
Weinbrecht won de eerste olympische gouden medaille in de eerste olympische moguls wedstrijd.
Tegenwoordig is ze coach op een ski resort in Killington, Vermont.

## Resultaten

### Olympische Winterspelen
| Jaar | Plaats      | Resultaten |
| ---- | ----------- | ---------- |
| 1992 | Albertville | Moguls     |
| 1994 | Lillehammer | 7e Moguls  |
| 1998 | Nagano      | 4e Moguls  |

### Wereldkampioenschappen
| Jaar | Plaats      | Resultaten |
| ---- | ----------- | ---------- |
| 1989 | Oberjoch    | Moguls     |
| 1991 | Lake Placid | Moguls     |
| 1995 | La Clusaz   | 5e Moguls  |
| 1997 | Nagano      | Moguls     |
| 2001 | Whistler    | 30e Moguls |

### Wereldbeker
Eindklasseringen
| Seizoen   | Algemeen         | Moguls            | Dual Moguls       |
| --------- | ---------------- | ----------------- | ----------------- |
| 1987/1988 | 25e 6,00 punten  | 10e 45,00 punten  |                   |
| 1988/1989 | 8e 11,00 punten  | · 76,00 punten    |                   |
| 1989/1990 | · 12,00 punten   | · 72,00 punten    |                   |
| 1990/1991 | 4e 12,00 punten  | · 95,00 punten    |                   |
| 1991/1992 | 4e 12,00 punten  | · 96,00 punten    |                   |
| 1993/1994 | 5e 100,00 punten | · 800,00 punten   |                   |
| 1994/1995 | 8e 95,00 punten  | · 664,00 punten   |                   |
| 1995/1996 | · 99,00 punten   | · 792,00 punten   | · 280,00 punten   |
| 1996/1997 | 13e 86,00 punten | 4e 432,00 punten  | 10e 248,00 punten |
| 1997/1998 | 22e 75,00 punten | 7e 452,00 punten  |                   |
| 2000/2001 | 27e 58,00 punten | 15e 232,00 punten |                   |
| 2001/2002 | 29e 52,00 punten | 15e 312,00 punten |                   |

Wereldbekerzeges
| Datum            | Plaats                | Onderdeel   |
| ---------------- | --------------------- | ----------- |
| 7 januari 1989   | Mont Gabriel          | Moguls      |
| 23 maart 1989    | Suomu                 | Moguls      |
| 16 december 1989 | Tignes                | Moguls      |
| 6 januari 1990   | Mont Gabriel          | Moguls      |
| 13 januari 1990  | Lake Placid           | Moguls      |
| 20 januari 1990  | Breckenridge          | Moguls      |
| 28 januari 1990  | Calgary               | Moguls      |
| 10 februari 1990 | Inawashiro            | Moguls      |
| 17 februari 1990 | Nagano                | Moguls      |
| 16 maart 1990    | La Clusaz             | Moguls      |
| 15 december 1990 | Zermatt               | Moguls      |
| 12 januari 1991  | Whistler Blackcomb    | Moguls      |
| 18 januari 1991  | Breckenridge          | Moguls      |
| 19 januari 1991  | Breckenridge          | Moguls      |
| 2 februari 1991  | Mont Gabriel          | Moguls      |
| 20 februari 1991 | La Clusaz             | Moguls      |
| 23 maart 1991    | Hundfjället           | Moguls      |
| 6 december 1991  | Tignes                | Moguls      |
| 17 december 1991 | Piancavallo           | Moguls      |
| 21 december 1991 | Morzine               | Moguls      |
| 11 januari 1992  | Whistler Blackcomb    | Moguls      |
| 18 januari 1992  | Breckenridge          | Moguls      |
| 24 januari 1992  | Lake Placid           | Moguls      |
| 1 februari 1992  | Oberjoch              | Moguls      |
| 29 februari 1992 | Inawashiro            | Moguls      |
| 11 december 1993 | Tignes                | Moguls      |
| 21 december 1993 | La Plagne             | Moguls      |
| 8 januari 1994   | Whistler Blackcomb    | Moguls      |
| 15 januari 1994  | Breckenridge          | Moguls      |
| 21 januari 1994  | Lake Placid           | Moguls      |
| 29 januari 1994  | Le Relais             | Moguls      |
| 6 maart 1994     | Kirchberg             | Moguls      |
| 12 maart 1994    | Meiringen-Hasliberg   | Moguls      |
| 14 januari 1995  | Breckenridge          | Moguls      |
| 27 januari 1995  | Lake Placid           | Moguls      |
| 22 februari 1995 | Kirchberg             | Moguls      |
| 5 januari 1996   | Lake Placid           | Moguls      |
| 13 januari 1996  | Whistler Blackcomb    | Moguls      |
| 19 januari 1996  | Breckenridge          | Moguls      |
| 4 februari 1996  | Kirchberg             | Moguls      |
| 14 februari 1996 | La Clusaz             | Moguls      |
| 6 maart 1996     | Hundfjället           | Moguls      |
| 7 maart 1996     | Hundfjället           | Dual Moguls |
| 15 maart 1996    | Altenmarkt-Zauchensee | Moguls      |
| 24 januari 1997  | Breckenridge          | Moguls      |
| 7 maart 1997     | Altenmarkt-Zauchensee | Moguls      |